# Бабаєв Рустам Усманович
Руста́м Усма́нович Баба́єв (* 1982) — український рукоборець, заслужений майстер спорту України.

## З життєпису
Від 1998 року бере участь в першостях й чемпіонатах Європи та світу.
2007 року закінчив Національний технічний університет «Харківський політехнічний інститут».
14-разовий чемпіон світу і 15-разовий Європи з армспорту.
18-разовий чемпіон України. Переможець багатьох міжнародних турнірів.